# Chantal Thomas
Chantal Thomas (Lione, 18 ottobre 1945) è una storica e scrittrice francese.

## Biografia
Allieva di Roland Barthes, dirigente di ricerca al CNRS, storiografa di fama internazionale ed esperta del XVIII secolo, ha pubblicato vari saggi su Sade, Casanova e Thomas Bernhard. Nel 2002 si è cimentata con la narrativa pubblicando il romanzo storico Les Adieux à la Reine (Addio mia regina) in cui si racconta l'inizio della rivoluzione francese alla corte di Versailles. Il romanzo ebbe un clamoroso successo: rimase a lungo in testa alle classifiche dei libri più venduti in Francia prima di ottenere il prestigioso Prix Femina nel 2002 ed essere trasposto per il cinema da Benoît Jacquot nel 2012 (Les Adieux à la Reine). Il 28 gennaio 2021 è la decima donna a entrare a far parte dell'Académie Française.

## Opere

### In lingua francese
- 1978: Sade, L'œil de la lettre, Paris, Éditions Payot, [Edito in nuova versione con il titolo: Sade, La dissertation et l'orgie, Rivages-poche, 2002]
- 1985: Casanova, Un voyage libertin, Paris, Éditions Denoël. Folio nº 312
- 1991: Don Juan ou Pavlov, Essai sur la communication publicitaire, con Claude Bonnange, Paris, Éditions du Seuil. Point-Seuil nº 218
- 1989: La Reine scélérate, Marie-Antoinette dans les pamphlets, Paris, Éditions du Seuil. Points-Seuil n° P1069
- 1990: Thomas Bernhard, Paris, Éditions du Seuil, collection « Les Contemporains ». [Réédition: Thomas Bernhard, le Briseur de silence, collection « Fiction & Cie », Seuil, 2006]
- 1994: Sade, Éditions du Seuil, collection « Écrivains de toujours »
- 1995: La Vie réelle des petites filles, Paris, Éditions Gallimard, collection « Haute Enfance »
- 1998: Comment supporter sa liberté, Paris, Éditions Payot & Rivages, collection « Manuels Payot ». Rivage-poche nº 297. Prix Grandgousier.
- 2002: Les Adieux à la Reine, romanzo, Paris, Éditions du Seuil, collection « Fiction & Cie ». Prix de l'Académie de Versailles, Prix Femina 2002. Points-Seuil P1128
- 2003: La Lectrice-Adjointe, seguito da Marie-Antoinette et le théâtre, théâtre, Paris, Éditions du Mercure de France
- 2003: Souffrir, saggio, Paris, Éditions Payot
- 2004: L'île flottante, nouvelle, Paris, Mercure de France, 2004. Adaptation théâtrale par Alfredo Arias. Théâtre de Chaillot (printemps 2008)
- 2005: Apolline ou L'école de la Providence, nouvelle, Paris, « Points », Seuil, (Hors commerce)
- 2005: Le Palais de la reine, théâtre, Actes Sud-Papiers, théâtre des Célestins à Lyon en 2007
- 2006: Chemins de sable, Conversation avec Claude Plettner, Bayard, [Réédition Points- Essais nº 596 Seuil, 2008]
- 2006: Jardinière Arlequin, Conversations avec Alain Passard, Petit Mercure
- 2008: Cafés de la mémoire, récit, Seuil
- 2010: Le Testament d'Olympe, romanzo, éditions du Seuil
- 2011: L'esprit de conversation, Rivages Poche / Petite Bibliothèque
- 2013: L'Échange des princesses, Seuil
- 2014: Un air de liberté. Variations sur l'esprit du XVIIIe siècle, éditions Payot et Rivages
- 2015: Pour Roland Barthes, Seuil
- 2017: Souvenirs de la marée basse, Seuil

### Traduzioni in lingua italiana
- 1988 Don Giovanni o Pavlon: saggio sulla comunicazione pubblicitaria (in collaborazione con Claude Bonnange), Lupetti & Co., ISBN 88-85838-20-0
- 2001 Come difendere la propria libertà, Edizioni Dedalo, ISBN 88-220-6243-4
- 2003 Addio mia regina, Rizzoli, ISBN 88-17-87229-6